# Bướm phượng Jordan
Bướm phượng Jordan (Papilio jordani) là một loài bướm thuộc họ Papilionidae. Nó là loài đặc hữu của Indonesia.
Loài Papilio jordani được mô tả năm 1902 bởi Fruhstorfer..